# Реметалк I
Реметалк I (д/н — 12) — 1-й володар Одрисько-сапейського царства в 12/11 до н. е. — 12 роках н. е. відомий також як Гай Юлій Реметалк.

## Життєпис

### Цар сапеїв
Син Котіса II, царя сапеїв. Низка дослідників розглядає його як брата Рескупоріда II, правителя Одрисько-астейського царства. Це виникло внаслідок плутанини з Рескупорідом I, царем сапеїв, що був дідом Реметалка I.
Між 31 та 15 роками до н. е. після смерті Котіса II стає новим правителем Сапейського царства. В цей же час оженився на доньці Котіса VII, царя Одрисько-астейського. Є свідчення, що брав участь у битві при Акціумі на боці Марка Антонія, перебуваючи серед його суходільного війська.
У 18 році до н. е. стає опікуном або регентом Одрисько-астейського царства при молодому володарі Рескупоріді II. Реметалк I брав участь уприборканні повстання фракійського племені бессів на чолі із Вологасом, але царські війська зазнали поразки, а Рескупорід II загинув. Реметалк втікдо Херсонесу Фракійського.

### Володар Одриського царства
У 12 або 11 році до н. е. за допомогою римлян на чолі з імператорським легатом Луцієм Кальпурнієм Пізоном Понтифіком відновив владу в Сапейському царстві. Тоді ж через відсутність спадкоємців здобув владу в Одрисько-астейському царстві. З цього часу воно відоме як Одрисько-сапейське (або Четверте Одриське царство). Дотримувався політики попередників, зберігаючи клієнтські відносини з Римською імперією. За це отримав від Октавіана Августа римське громадянство, ставши Гаєм Юлієм Реметалком (лат. Gaius Julius Roemetalces).
За його панування відбувалося поступове зменшення суспільної власності на землю і посилення царської земельної власності. Крім того, задля зміцнення своєї влади Реметалк I ліквідував інститут парадинастів (молодших співцарів), що сприяло централізації влади. Поширив практику призначення стратегів, що були намісниками царя. Вони також стежили за збиранням податків до скарбниці.
Володіння царства було розширено на центральну та східну Фракію. За підтримку римлян у війнах проти мезів та гетів отримав частину їхніх земель. До 6 року н. е. придунайські гети перебували під владою одриського царя. Також він збирав податки та різні мита з західнопонтійських міст. У 6—9 роках спрямовував допоміжні війська римлянам для придушенні повстанні в Іллірії та Паннонії. Війська Реметалка I сприяли поразці Батона, вождя паннонійців.
Помер Реметалк I у 12 році. Перед тим розділив царство між сином Котісом VIII і братом Рескупорідом III.